# Сухе Батор
Вижте пояснителната страница за други личности с името Сухе Батор.
В това монголско име Дамдин е презиме, а Сухе Батор е лично име.
Дамдин Сухе Батор (на монголски: Дамдины Сүхбаатар; презимето е Дамдин, а Сухе Батор е личното име) е народен герой на Монголия.

## Биография
Той е водач на Монголската народна революция от 1921 г., военен министър на Монголия и главнокомандващ въоръжените сили на страната (1921 – 1923).
Роден е в бедно семейство в Урга (дн. Улан Батор), регион Външна Монголия на тогавашната китайска империя Цин. Отрано започва да работи. След обявяването на автономията на Монголия под руски и китайски протекторат след договорка на Руската империя с революционен Китай (1911 г.) начело с монголския духовен будистки водач Богдо Хан, Дамдин Сухе постъпва на военна служба в автономната стража, създадена в Монголия и попада (1912 г.) в новосъздаденото с руска помощ военно училище на стражата. След школата, с подофицерско звание вахмистър, е назначен в картечен ескадрон. Жени се официално (1913 г.) за своята спътница Янжмаа, от която вече имал дете. За участие в потушаване на въоръжен метеж (1918 г.) получава званието батор (герой) и оттогава започва да се нарича Сухе Батор. Напуска военната служба в стражата и започва работа в печатница в Урга същата година.
След окупирането на Урга от китайски войски (1919 г.) и отмяната на монголската автономия от Китай се включва в нелегална антикитайска и антифеодална революционна група, съставена от арати (скотовъдци), подкрепящи избухналата през 1917 г. в Русия Велика Октомврийска социалистическа революция. Групите — едната начело със Сухе Батор, другата начело със сподвижника му и приятел Хорлоогийн Чойбалсан — се обединяват и приемат името Монголска народна партия – селска революционна партия на аратското (монголското селско население) съсловие. През 1920 г. те отиват да поискат подкрепа и помощ от Съветска Русия в Иркутск и Москва, където се срещат със съветския лидер Владимир Ленин, който ги подкрепя безрезервно и изпраща в Далечния изток в помощ на монголските революционни отряди 5-а армия на Червената армия. Монголците и Червената армия атакуват китайците и нахлулите в Монголия белогвардейци. Урга е завзета (4 февруари 1921 г.) от белогвардейци, групирани в конна дивизия начело с генерал барон Роман фон Унгерн-Щернберг. Сухе Батор е назначен за главнокомандващ монголската революционна армия, а помощник-командир е Хорлоогийн Чойбалсан и започват набирането на бойци и създаването на временно народно правителство. Към монголските народни отряди се присъединява и Хатан Батор – Маскаржав – командир на стражата на монголския автономен управител Богдо Хан. Опълчението на Сухе Батор печели военни победи и нови привърженици. Белите предават без бой столицата Урга след нанесените им поражения от монголските народни отряди и Червената армия. На 11 юли 1921 г. временното правителство придобива официален статут, обявявайки независимостта на Монголия от Китай и началото на социалистическия строй в страната, а автономният управител Богдо Хан признава народното правителство, като е поставен за държавен глава на Монголия, която остава монархия в следващите три години, макар и социалистическа държава, а Сухе Батор става военен министър, но фактически лидер на монголската страна, като по съветски образец често го наричат „Монголският Ленин“. Съветска Русия незабавно признава Монголия и е първата държава, установила дипломатически отношения с Монголия (като остава единствената такава до края на Втората световна война, след която Монголия е призната и от останалите страни в света). Монголската народна партия на 2-рия си конгрес през 1921 г. се преименува на Монголска народно-революционна партия, отказвайки се от аратско-съсловния си принцип и приемайки идеологията на марксизма-ленинизма, а Монголия започва да се развива по съветски образец. Народните отряди стават основа на създадената Монголска народна-революционна армия, която съставлява въоръжените сили на страната. През 1924 г. умира Богдо Хан и на 26 ноември 1924 г. монархията е отменена, и е провъзгласена Монголска народна република.
Сухе Батор умира скоропостижно след простуда в Урга. Наследява го неговият най-верен приятел и боен другар Хорлоогийн Чойбалсан (наричан Монголския Сталин), който става Генерален секретар на ЦК на МНРП, а след смъртта на Богдо Хан става и министър-председател на Монголия, а по-късно и неин държавен глава. Вдовицата на Сухе-Батор Янжима, приела след неговата смърт презимето Сухбаатарън, става видна деятелка на МНРП, заема длъжността председател на Великия народен хурал (парламента) на Монголия (фактически държавен глава на страната) през периода 1953 – 1954 г.